# Tera-hertz Explorer
«Tera-hertz Explorer» (TEREX) — планируемый орбитальный и спускаемый аппарат, который доставит терагерцовый датчик на поверхность Марса для измерения соотношения изотопов кислорода в различных молекулах марсианской атмосферы. Цель миссии — понять цепь химических реакций, которые снабжают атмосферу углекислым газом
Миссия разрабатывается Национальным институтом информационных и коммуникационных технологий Японии (NICT) и Лабораторией интеллектуальных космических систем Токийского университета (ISSL).
В случае успеха это будет первая успешная японская космическая миссия на Марс со времени неудачной миссии «Нодзоми».

## История
Проект основан на предыдущем предложении под названием FIRE (Far InfraRed Experiment), который был датчиком, предназначенным для отмененного JAXA орбитального аппарата MELOS.
 TEREX-1 первоначально должен был запускаться во время окна запуска на Марс в июле 2020 года, но впоследствии этот запуск был отложен до 2022 года. Космический корабль ненадолго выйдет на орбиту Марса, прежде чем посадить прибор на поверхность. В 2024 году планируется запустить специальный орбитальный аппарат TEREX-2. Министерство внутренних дел и коммуникаций Японии планирует включить в бюджет около 3 миллиардов йен в течение следующего финансового года, включая 5 миллиардов иен на расходы по субсидированию поставок для исследований в области терагерцовых волн.

## Разработка
Ранее ISSL (Институт космических исследований) разработал два зонда для проведения исследований в дальнем космосе: астероидный зонд PROCYON и миссию EQUULEUS CubeSat, направленную к точке L2 системы Земля — Луна, используя точку Лагранжа. Опыт, накопленный NICT (Национальным институтом информационных и коммуникационных технологий) в создании приборов, таких как сверхпроводящий субмиллиметровый волновой зонд SMILES на модуле «Кибо» Международной космической станции (МКС) и прибор субмиллиметрового диапазона волн SWI на борту «Исследователя ледяных лун Юпитера», разработанного совместно с ЕКА (Европейским космическим агентством) и DLR (Немецким аэрокосмическим центром), будет задействован в миссии Terahertz Explorer. В отличие от Японского космического агентства (JAXA), подчиненного Министерству образования, культуры, спорта, науки и технологий, NICT является дочерним агентством Министерства внутренних дел и коммуникаций (MIC). В начале 2017 года MIC официально утвердило миссию Terahertz Explorer.

## Миссии TEREX-1 и TEREX-2

### TEREX-1
Космический аппарат TEREX-1 (1st TERahertz EXplorer) будет вращаться вокруг Марса в течение короткого времени, прежде чем посадить прибор на поверхность.

### TEREX-2
Специальный орбитальный аппарат TEREX-2 планируется запустить в 2024 году. Он проведёт глобальное обследование марсианской атмосферы и поверхности на наличие воды и кислорода.

## Корабль
Габаритные характеристики предварительного спускаемого аппарата представляют собой куб со стороной 50 см, обладающий массой до 140 кг (310 фунтов), включая запас топлива.
Для обеспечения безопасности при посадке предлагается интегрировать в систему спуска надувной аэродинамический замедлитель и подушку безопасности.